# Haifa Underdogs 2018-2019
Questa voce raccoglie le informazioni riguardanti gli Haifa Underdogs nelle competizioni ufficiali della stagione 2018-2019.

## Israel Football League 2018-2019

### Pre-season
| 2 novembre 2018, ore 10:00 | Ramat HaSharon Hammers | 8 – 28 | Haifa Underdogs |  |

### Stagione regolare
| Gerusalemme 16 novembre 2018, ore 10:00 | Haifa Underdogs | 36 – 6 (6-0 20-0 7-0 3-6) referto | Mazkeret Batya Silverbacks | Kraft Sports Campus (18 spett.)\| Arbitro: \| Koussevitsky \| |
| Arbitro:                                | Koussevitsky    |                                   |                            |                                                               |

| Petah Tiqwa 22 novembre 2018, ore 20:30 | Petah Tikva Troopers | 28 – 13 (0-0 8-7 6-0 14-6) referto | Haifa Underdogs | Stadio HaMoshava (28 spett.)\| Arbitro: \| Friedman \| |
| Arbitro:                                | Friedman             |                                    |                 |                                                        |

| Gerusalemme 29 novembre 2018, ore 20:00 | Haifa Underdogs | 40 – 0 (20-0 10-0 0-0 10-0) referto | Ramat HaSharon Hammers | Kraft Sports Campus (38 spett.)\| Arbitro: \| Cohen \| |
| Arbitro:                                | Cohen           |                                     |                        |                                                        |

| Netanya 14 dicembre 2018, ore 10:00 | Haifa Underdogs | 14 – 35 (7-14 7-6 0-8 0-7) referto | Jerusalem Lions | Istituto Wingate (17 spett.)\| Arbitro: \| Lavie-Ephrath \| |
| Arbitro:                            | Lavie-Ephrath   |                                    |                 |                                                             |

| Gerusalemme 20 dicembre 2018, ore 20:00 | Beersheva Black Swarm | 14 – 40 (8-7 6-7 0-13 0-13) referto | Haifa Underdogs | Kraft Sports Campus (10 spett.)\| Arbitro: \| Greisas \| |
| Arbitro:                                | Greisas               |                                     |                 |                                                          |

| Mazkeret Batya 11 gennaio 2019, ore 10:00 | Mazkeret Batya Silverbacks | 30 – 44 (0-7 14-30 8-0 8-7) referto | Haifa Underdogs | Mazkeret Batya Field (23 spett.)\| Arbitro: \| Sela \| |
| Arbitro:                                  | Sela                       |                                     |                 |                                                        |

| Gerusalemme 17 gennaio 2019, ore 20:00 | Judean Rebels | 0 – 41 (0-6 0-7 0-7 0-21) referto | Haifa Underdogs | Kraft Sports Campus (17 spett.)\| Arbitro: \| Greisas \| |
| Arbitro:                               | Greisas       |                                   |                 |                                                          |

| Netanya 25 gennaio 2019, ore 10:00 | Haifa Underdogs | 25 – 28 (6-14 6-8 0-6 13-0) referto | Petah Tikva Troopers | Istituto Wingate (12 spett.)\| Arbitro: \| Lavie-Ephrat \| |
| Arbitro:                           | Lavie-Ephrat    |                                     |                      |                                                            |

| Gerusalemme 8 febbraio 2019, ore 10:45 | Haifa Underdogs | 14 – 6 (d.t.s.) (6-0 0-0 0-6 0-0 8-0) referto | Tel Aviv Pioneers | Kraft Sports Campus (44 spett.)\| Arbitro: \| Sela \| |
| Arbitro:                               | Sela            |                                               |                   |                                                       |

### Playoff
| Petah Tiqwa 22 febbraio 2019, ore 9:00 | Petah Tikva Troopers | 32 – 14 (8-0 18-0 0-0 6-14) referto | Haifa Underdogs | Stadio HaMoshava |

### Statistiche di squadra
| Competizione | %Vittorie | In casa | In casa | In casa | In casa | In casa | In casa | In trasferta | In trasferta | In trasferta | In trasferta | In trasferta | In trasferta | Totale | Totale | Totale | Totale | Totale | Totale |
| Competizione | %Vittorie | G       | V       | N       | P       | Pf      | Ps      | G            | V            | N            | P            | Pf           | Ps           | G      | V      | N      | P      | Pf     | Ps     |
| ------------ | --------- | ------- | ------- | ------- | ------- | ------- | ------- | ------------ | ------------ | ------------ | ------------ | ------------ | ------------ | ------ | ------ | ------ | ------ | ------ | ------ |
| Preseason    | 1.000     | 0       | 0       | 0       | 0       | 0       | 0       | 1            | 1            | 0            | 0            | 28           | 8            | 1      | 1      | 0      | 0      | 28     | 8      |
| Campionato   | .667      | 5       | 3       | 0       | 2       | 129     | 75      | 4            | 3            | 0            | 1            | 138          | 72           | 9      | 6      | 0      | 3      | 267    | 147    |
| Playoff      | .000      | 0       | 0       | 0       | 0       | 0       | 0       | 1            | 0            | 0            | 1            | 14           | 32           | 1      | 0      | 0      | 1      | 14     | 32     |
| Totale       | .636      | 5       | 3       | 0       | 2       | 129     | 75      | 6            | 4            | 0            | 2            | 180          | 112          | 11     | 7      | 0      | 4      | 309    | 187    |